# Красная линия (MBTA)

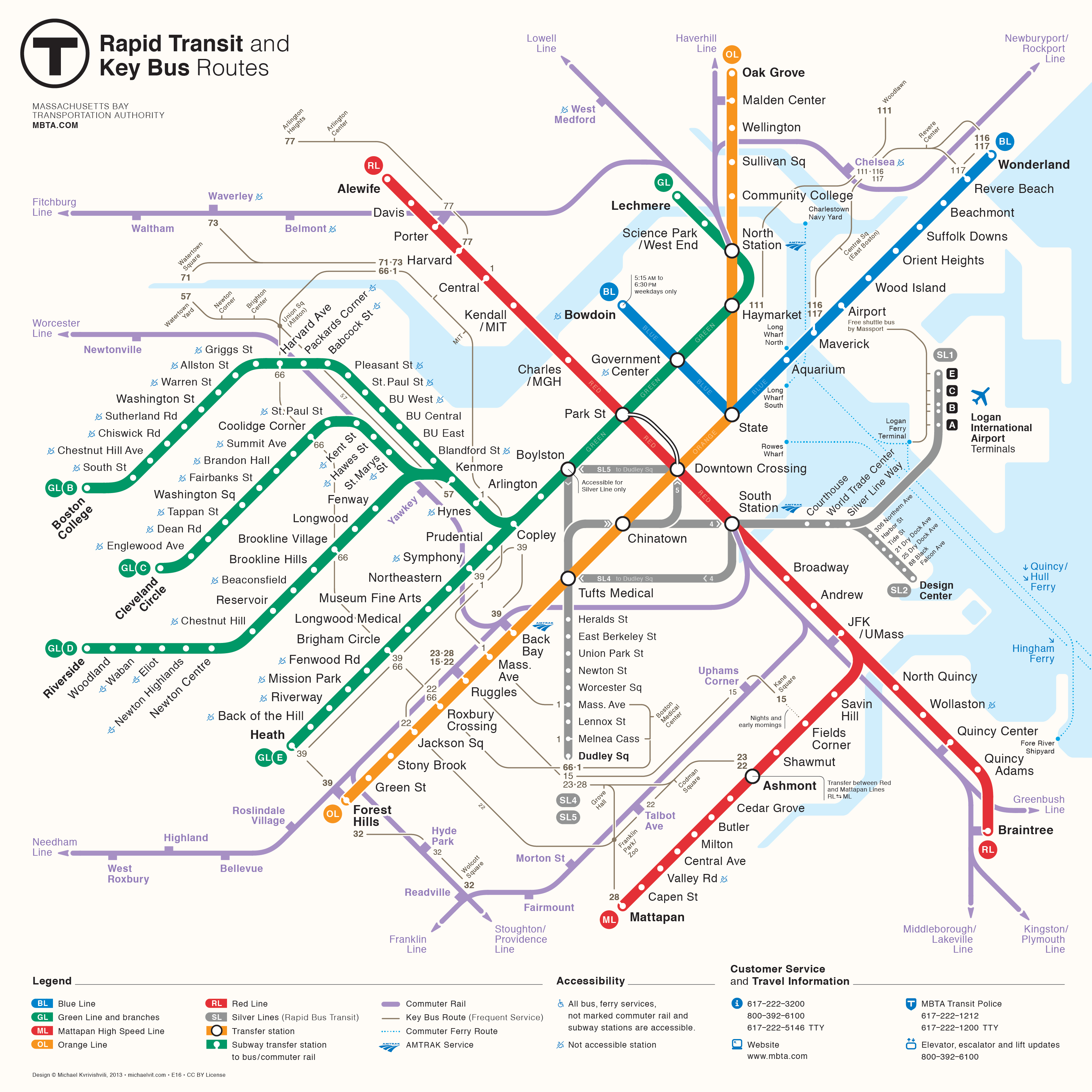
Схема Бостонского Метрополитена 2013 года

Красная линия (англ. Red Line) — одна из четырёх линий Бостонского метрополитена в городе Бостоне, Массачусетс, США.  Линия начинается в северном пригороде Бостона Кембридж, и проходит через центр Бостона, после чего она разделяется на две линии: Линия «Брейнтри» заканчивается в южных пригородах Куинси и Брейнтри, а линия «Ашмонт» заканчивается в районе Дорчестер, где она присоединяется к высокоскоростной линии Ашмонт-Маттапан.

## Станции
| Основная линия    |                     |                      | |
| Русское название  | Английское название | Дата открытия        | Пересадки |
| Алуайф            | Alewife             | 30 марта 1985 год    | Автобусы МВТА № 62, 67, 76, 79, 83, 84, 350, 351 |
| Давис             | Davis               | 8 декабря 1984 год   | Автобусы МВТА № 87, 88, 89, 90, 94, 96, 194 |
| Портер            | Porter              | 8 декабря 1984 год   | Линия пригородной железной дороги «Fitchburg» Троллейбус МВТА № 77A Автобусы МВТА № 77, 83, 87, 96 |
| Гарвард           | Harvard             | 6 сентября 1983 год  | Троллейбусы МВТА № 71, 72, 73, 77А Автобусы МВТА № 1, 66, 68, 69, 74, 75, 77, 78, 86, 96 |
| Сентрал           | Central             | 23 марта 1912 год    | Автобусы МВТА № 1, 47, 64, 70, 83, 91 |
| Кендалл/М-АЙ-ТИ   | Kendall/MIT         | 23 марта 1912 год    | Автобусы МВТА № CT2, 64, 68, 85 EZRide |
| Чарлс/М-ДЖИ-ЕЙЧ   | Charles/MGH         | 27 февраля 1932 год  | |
| Парк Стрит        | Park Street         | 23 марта 1912 год    | Зелёная линия метрополитена · Автобусы МВТА № 43, 55, 191, 192, 193 |
| Даунтаун Кроссинг | Downtown Crossing   | 4 апреля 1915 год    | Оранжевая линия метрополитена · Серебряная линия (скоростной автобусный транспорт) · Автобусы МВТА № 7, 11, 501, 504, 505, 553, 554, 556, 558 |
| Саут Стейшон      | South Station       | 3 декабря 1916 год   | Линия пригородной железной дороги «Framingham/Worcester» Линия пригородной железной дороги «Needham» Линия пригородной железной дороги «Franklin» Линия пригородной железной дороги «Providence/Stoughton» Линия пригородной железной дороги «Fairmount» Линия пригородной железной дороги «Middleborough/Lakeville» Линия пригородной железной дороги «Kingston/Plymouth» Линия пригородной железной дороги «Greenbush» Высокоскоростной поезд «Acela» Пассажирский Поезд «Northeast Regional» Пассажирский Поезд «Lake Shore Limited» Пассажирский Поезд «CapeFLYER» Серебряная линия (скоростной автобусный транспорт) Автобусы МВТА № 4, 7, 11 |
| Бродуей           | Broadway            | 15 декабря 1917 год  | Автобусы МВТА № 9, 11, 47 |
| Эндрю             | Andrew              | 29 июня 1918 год     | Автобусы МВТА № CT3, 10, 16, 17, 18, 171 |
| ДЖЕЙ-Ф-КЕЙ/Ю-Масс | JFK/UMass           | 5 ноября 1927 год    | Линия пригородной железной дороги «Middleborough/Lakeville» Линия пригородной железной дороги «Kingston/Plymouth» Линия пригородной железной дороги «Greenbush» Автобусы МВТА № 8, 16, 41 Автобус Ю-Масс Бостон |
| Линия «Ашмонт»    |                     |                      | |
| Савин Хилл        | Savin Hill          | 5 ноября 1927 год    | Автобусы МВТА № CT2, 47, 57, 57A, 193 |
| Фиелдс Корнер     | Fields Corner       | 5 ноября 1927 год    | Автобусы МВТА № 15, 17, 18, 19, 191, 201, 202, 210 |
| Шаумут            | Shawmut             | 1 сентября 1928 год  | Автобусы МВТА № 57, 57A, 193 |
| Ашмонт            | Ashmont             | 1 сентября 1928 год  | Высокоскоростная линия Ашмонт-Маттапан · Автобусы МВТА № 18, 21, 22, 23, 27, 191, 215, 217, 240 · Автобус BAT № 12 |
| Линия «Брейнтри»  |                     |                      | |
| Норт Куинси       | North Quincy        | 1 сентября 1971 год  | Автобусы МВТА № 210, 211, 212 |
| Уолластон         | Wollaston           | 1 сентября 1971 год  | Автобусы МВТА № 210, 211, 212, 217 |
| Куинси Сентер     | Quincy Center       | 1 сентября 1971 год  | Линия пригородной железной дороги «Middleborough/Lakeville» Линия пригородной железной дороги «Kingston/Plymouth» Линия пригородной железной дороги «Greenbush» Автобусы МВТА № 210, 211, 212, 214, 215, 216, 217, 220, 221, 222, 225, 230, 236, 238, 245 |
| Куинси Адамс      | Quincy Adams        | 10 сентября 1983 год | Автобусы МВТА № 230, 238 |
| Брейнтри          | Braintree           | 22 марта 1980 год    | Линия пригородной железной дороги «Middleborough/Lakeville» Линия пригородной железной дороги «Kingston/Plymouth» Линия пригородной железной дороги «Greenbush» Автобусы МВТА № 226, 230, 236 |

## Галерея

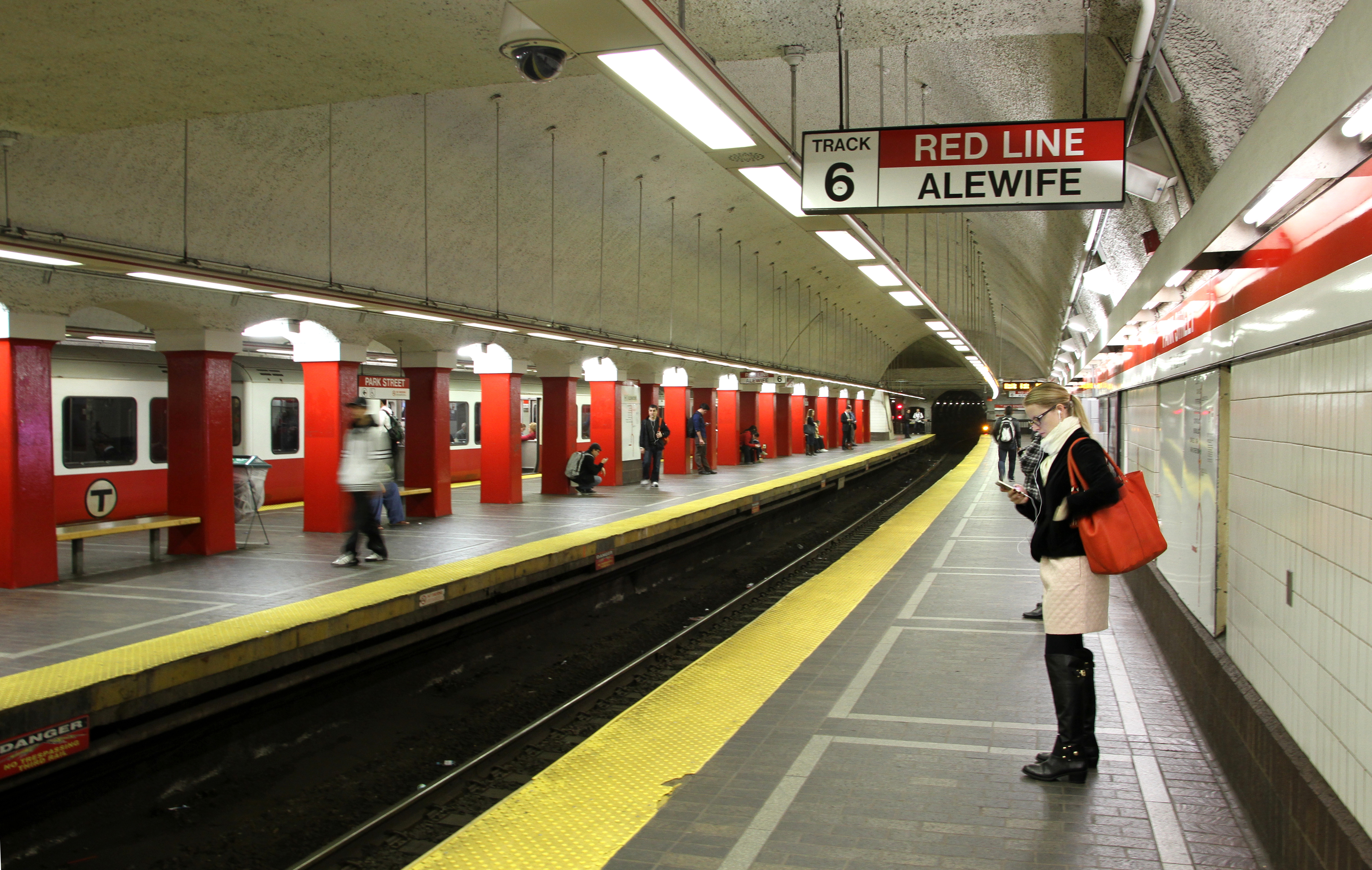
Станция Парк Стрит
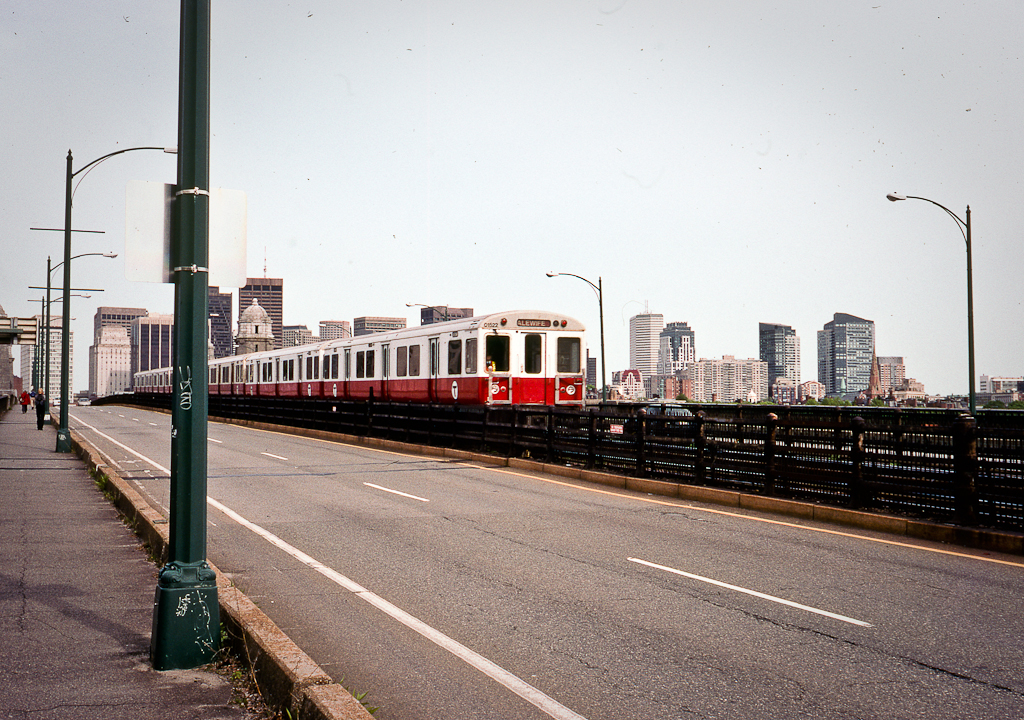
Вагоны красной линии на мосте «Лонгфеллоу»
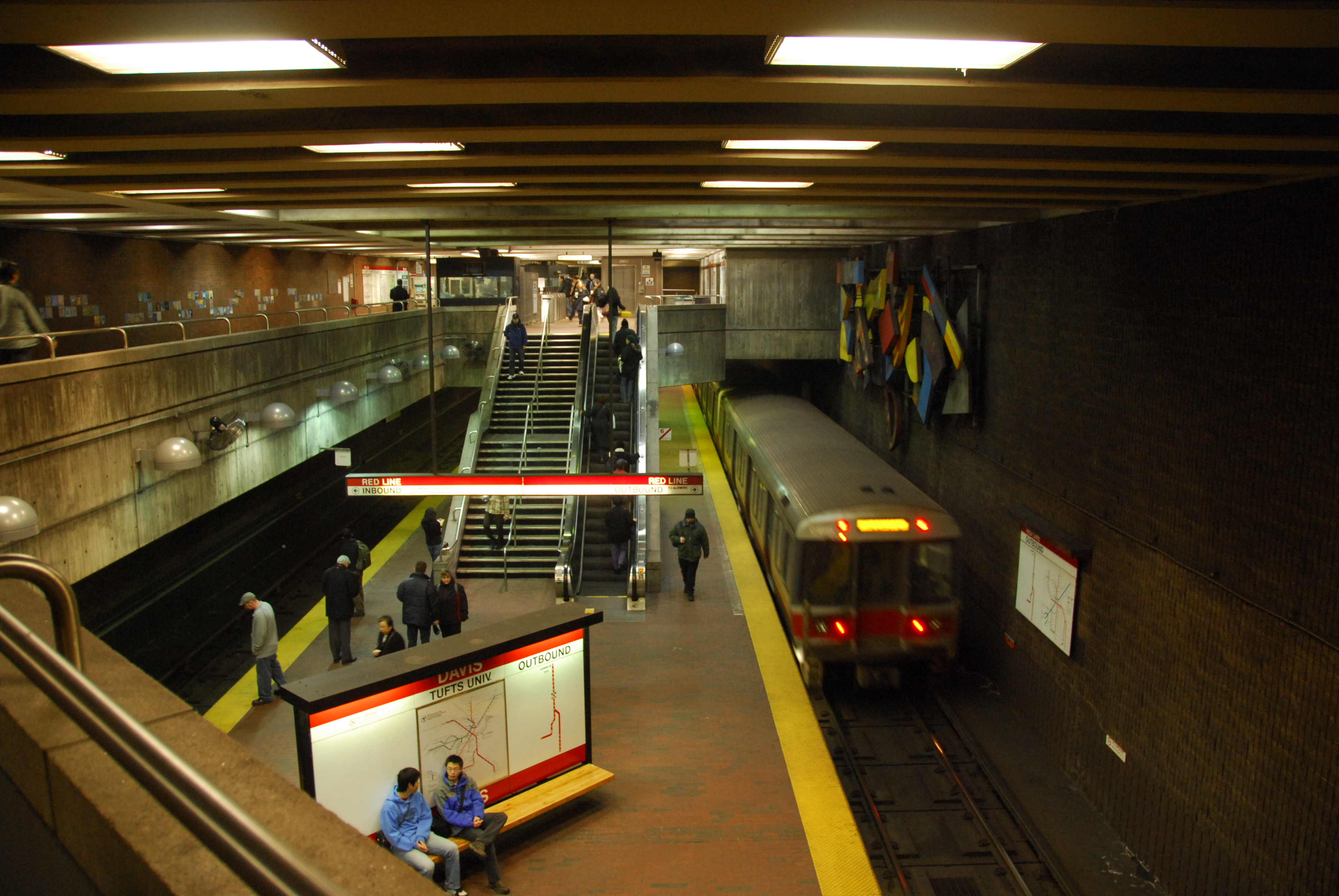
Станция Давис
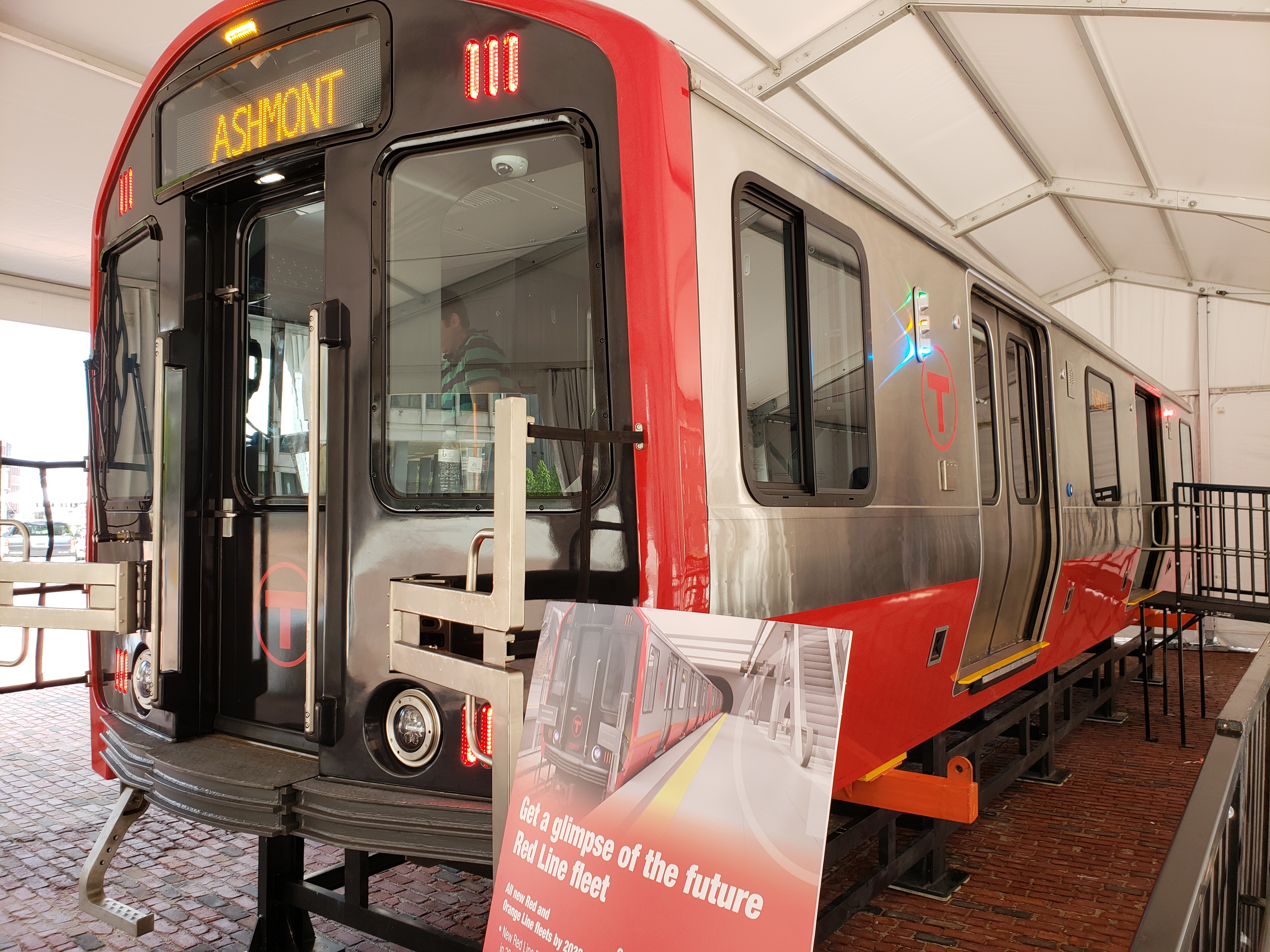
Новый вагон красной линии
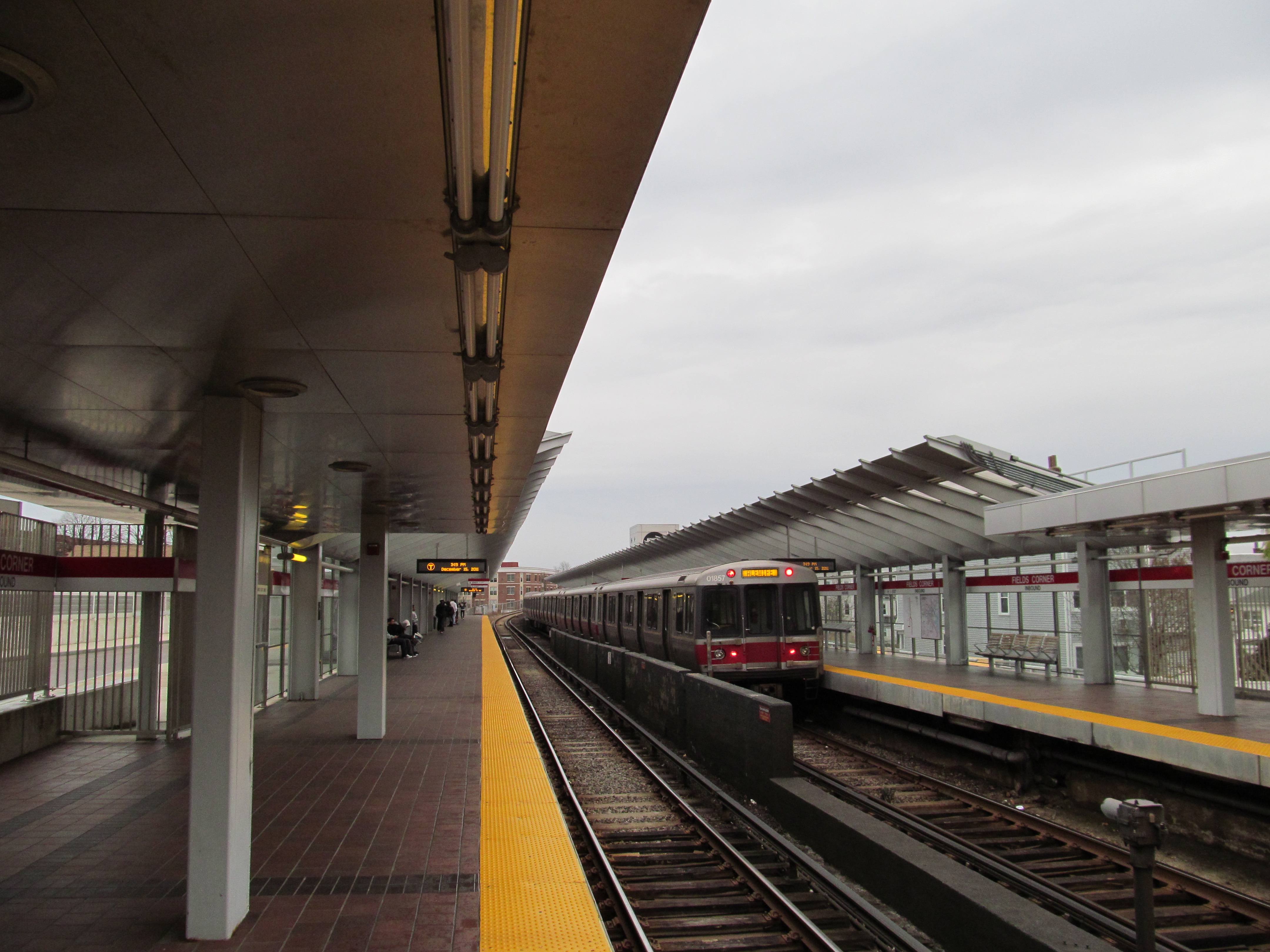
Станция Фиелдс Корнер
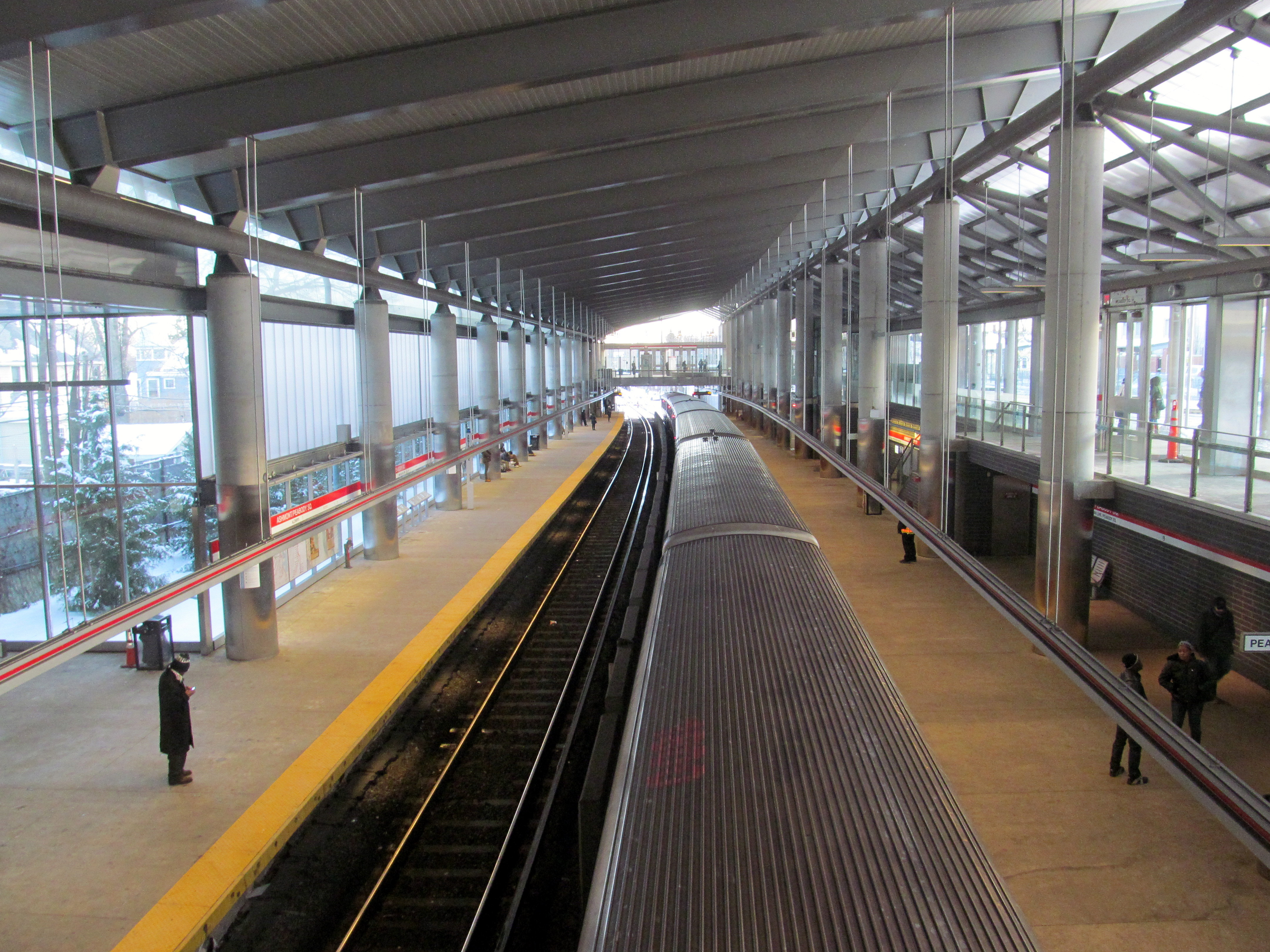
Станция Ашмонт